# Robert Mailhouse
Robert Kenneth Mailhouse (* 22. Januar 1962 in New Haven, Connecticut) ist ein US-amerikanischer Schauspieler und Musiker/Schlagzeuger.

## Leben
Nachdem Mailhouse die Suffield Academy absolviert hatte, wo er den Bachelor of Fine Arts erwarb, übernahm er von 1990 bis 1992 die Rolle des Brian Scofield in der schon seit 1965 laufenden US-amerikanischen Seifenoper Zeit der Sehnsucht. Für seine Leistung in dieser Soap wurde er 1992 in der Kategorie „Herausragende komische Leistung“ mit einem Soap Opera Digest Award ausgezeichnet.
In dem Actionfilm Speed von 1994 hatte Mailhouse eine kleine Rolle als Jungmanager. Auch in der Sitcom Seinfeld wirkte er 1995 mit.  Im Anschluss daran sah man ihn in diversen Gastrollen in weiteren Fernsehserien, wie beispielsweise Picket Fences – Tatort Gartenzaun (1996), Melrose Place (1997), Caroline in the City (1997),  Dharma & Greg (1999). Dazwischen spielte er 1996 in dem Thriller Glimmer Man den Bodyguard des von Brian Cox verkörperten Mr. Smith. In der Justizserie Für alle Fälle Amy mit Amy Brenneman und Tyne Daly trat er 2002 in einer Folge als David Humboldt auf. Daran schloss sich 2003 ein Auftritt in den Kriminal-Fernsehserien CSI: Vegas sowie 2005 in CSI: Miami und CSI: NY an. In dem Weihnachtsfilm All I want for Christmas von 2007 spielte Mailhouse an der Seite von Gail O’Grady die Hauptrolle. Zu dem mit einem Webby Awards ausgezeichneten Kurzfilm The Triumph of Spärhusen (2009) steuerte er die Musik bei, übernahm neben Keanu Reeves eine Rolle und trat als ausführender Produzent in Erscheinung. Daran schloss sich 2010 der Kurzfilm Spärhusen Plays The Egyptian an. A Christmas Pageant war ein weiterer Weihnachtsfilm, in dem Mailhouse 2011 die Hauptrolle übernommen hatte, diesmal an der Seite von Melissa Gilbert. 2014 wirkte er in der romantischen Komödie How to Make Love Like an Englishman an der Seite von Pierce Brosnan, Salma Hayek und Jessica Alba mit. 
Mailhouse spielte ab Mitte der 1990er-Jahre bis Anfang der 2000er-Jahre Schlagzeug bei der Grunge-Rockband Dogstar, mit der er 1995 den Titel Quattro Formaggi veröffentlichte sowie 1996 das Album Our Little Visionary und 2000 Happy Ending. Die Band zog die Aufmerksamkeit vor allem wegen ihres Bassisten, des Hollywood-Schauspielers Keanu Reeves, auf sich. 2002 veröffentlichte Mailhouse ein Musikvideo bei Goldfinger mit dem Titel Open Your Eyes. Die Band tourte auch mit Bon Jovi und hatte Auftritte in der Tonight Show und der Late Show von David Letterman.  In den Jahren 2009/2010 komponierte Mailhouse die Musik zu der preisgekrönten Webserie Easy to Assemble mit Illeana Douglas. Die Serie wurde 2010 mit einem Streamy Award für das Beste Ensemble bedacht. Neben Schlagzeug spielt Mailhouse auch Klavier und trat in verschiedenen Bands als Keyboarder auf.

## Auszeichnungen
- 1992: Soap Opera Digest Award für seine Rolle in Zeit der Sehnsucht
- 2009: Webby Awards für den Kurzfilm Triumph of Spärhusen, für den Mailhouse die Musik komponierte

## Filmografie (Auswahl)
- 1990–1992: Zeit der Sehnsucht (Days of Our Lives, Fernsehserie)
- 1994: Speed
- 1995: Seinfeld – The Beard (Fernsehserie)
- 1996: Picket Fences – Tatort Gartenzaun – The Z Files (Picket Fences, Fernsehserie)
- 1996: Glimmer Man (The Glimmer Man)
- 1997: Melrose Place – Great Sexpectations (Fernsehserie)
- 1997: Caroline in the City – Caroline and the Getaway (Fernsehserie)
- 1999: Dharma & Greg
- 2000: Battery Park (Fernsehserie, 6 Folgen)
- 2001: Becker – Dinner and a Showdown (Sitcom)
- 2002: Für alle Fälle Amy – The Justice League of America (Judging Amy, Fernsehserie)
- 2003: CSI: Vegas – Recipe for Murder (Krimiserie)
- 2004: Girlfriends – The Mother of All Episode (Fernsehserie)
- 2005: CSI: Miami – Game Over (Krimiserie)
- 2005: CSI: NY – Jamalot (Krimiserie)
- 2006: Without a Trace – Spurlos verschwunden (Without a Trace, Fernsehserie)
- 2006: Las Vegas – Like a Virgin (Fernsehserie)
- 2007: All I want for Christmas
- 2009: Triumph of Spärhusen (Kurzfilm)
- 2009–2010: Easy to Assemble (Webserie, 13 Folgen, als Komponist)
- 2010: Spärhusen Plays The Egyptian (Kurzfilm)
- 2011: The Christmas Pageant (Fernsehfilm)
- 2011: Bones – Die Knochenjägerin (Bones, Krimiserie)
- 2014: How to Make Love Like an Englishman